# 宁明州
宁明州，清朝时设置的州。
雍正十年（1732年）以思明州改名，治所在今广西壮族自治区宁明县东明江。属太平府。乾隆元年（1736年）移治今宁明县，不辖县。辖境即今宁明县一带。1912年废州为县。